# Tynomma mutans
Tynomma mutans är en mångfotingart som först beskrevs av Chamberlin 1910.  Tynomma mutans ingår i släktet Tynomma och familjen Schizopetalidae. Inga underarter finns listade i Catalogue of Life.